# Савалас, Джордж
Гео́ргиос Димосфе́нис «Джордж» Сава́лас (греч. Γεώργιος Δημοσθένης Σαβάλας, англ. Georgios Demosthenes «George» Savalas; 5 декабря 1924, Бронкс, Нью-Йорк, США — 2 октября 1985, Уэствуд, Лос-Анджелес, США) — американский актёр греческого происхождения, получил известность благодаря роли в телесериале «Коджак».

## Ранние годы
Георгиос Димосфенис Савалас родился 5 декабря 1924 года в Бронксе, Нью-Йорк в семье греков, в которой был одним из пяти детей: братья Телли, Гас и Тед, а также сестра Кэтрин. Посещал Институт Святого Креста в Коннектикуте и среднюю школу Минеола (Гарден-Сити Парк, Лонг-Айленд, Нью-Йорк). Во время Тихоокеанской войны (1941—1945) служил в ВМС США в качестве артиллериста, а также играл в спектаклях и выступал их постановщиком на военных базах. Изучал драму в Колумбийском университете.

## Карьера
В начале своей трудовой деятельности сменил много профессий, в том числе работал водителем такси и официантом. Хотя, в первую очередь, он известен по ролям в кино, Савалас начинал актёром театра и театральным педагогом. В течение пяти лет преподавал в Coliseum Studios. Выступал на сцене в офф-бродвейских постановках, таких как «Смерть коммивояжёра» и «Оружие и человек», а также работал со своим отцом в сфере гостиничного бизнеса и компании, занимавшейся системами отопления и кондиционирования воздуха.
Наиболее известен своей ролью детектива Ставроса в детективном телесериале 1970-х годов «Коджак», в котором в главной роли лейтенанта Тео Коджак снимался его более знаменитый младший брат Телли. В течение первых двух сезонов в списке актёров Джордж Савалас значился как Димосфенис для того, чтобы не создавать путаницы между ним и его братом, хотя их легко можно было различить по внешности: Джордж носил обильную кудрявую шевелюру, в то время как Телли обрил голову налысо. Он также выступал в качестве ассистента режиссёра сериала. Начиная с третьего сезона, его начали указывать в титрах под настоящей фамилией, к тому же он стал одним из главных персонажей сериала наравне со своим братом, Дэном Фрейзером и Кевином Добсоном.
Снимался в нескольких кинофильмах, таких как «Величайшая из когда-либо рассказанных историй» (1965), «Чингисхан» (1965) и «Герои Келли» (1970) — во всех его брат Телли исполнял главные роли.
В последние годы жизни Джордж записал грампластинку с популярными песнями на греческом языке и гастролировал со своей группой, выступая на таких площадках как Карнеги-холл. Затем вернулся на сцену, появившись в ряде офф-бродвейских постановок, прежде чем болезнь заставила его удалиться на покой.

## Личная жизнь
Был женат. С супругой Робин имел шестерых детей: Николас Джордж, Леонидас Джордж, Константин Джордж, Грегори Джордж, Мэттью Джордж и Милица. В более поздние годы жизни вместе с женой проживал в Резеда (Калифорния). В течение долгих лет продолжал водить свой Chevrolet 1936 года. Увлекался гольфом, коллекционированием монет и часов, радиоуправляемыми моделями самолётов и кулинарией.
Умер 2 октября 1985 года в возрасте 60 лет от лейкемии в Лос-Анджелесе.

## Фильмография
| Год       |    | Русское название       | Оригинальное название      | Роль                      |
| --------- | -- | ---------------------- | -------------------------- | ------------------------- |
| 1961      | с  | Шоу Дика Пауэлла       | The Dick Powell Show       | гуляка на вечеринке       |
| 1962      | с  | —                      | G.E. True                  | Лукас                     |
| 1963      | с  | —                      | The Dakotas                | Поуп                      |
| 1963      | с  | Виргинец               | The Virginian              | тюремщик                  |
| 1963      | с  | —                      | Ripcord                    | участник поисковой группы |
| 1964      | с  | В бою                  | Combat!                    | Купер                     |
| 1964      | ф  | Хороший сосед Сэм      | Good Neighbor Sam          | водитель грузовика        |
| 1964      | с  | Жулики                 | The Rogues                 | Лобо                      |
| 1965      | ф  | Чингисхан              | Genghis Khan               | Шан                       |
| 1965      | с  | Доктор Килдер          | Dr. Kildare                | Аристос                   |
| 1965      | ф  | Тонкая нить            | The Slender Thread         | игрок в пул               |
| 1966      | с  | Беглец                 | The Fugitive               | заключённый               |
| 1966      | с  | Дэниел Бун             | Daniel Boone               | начальник тюрьмы          |
| 1967      | с  | Агенты А.Н.К.Л.        | The Man from U.N.C.L.E.    | греческий торговец        |
| 1968      | ф  | Ребёнок Розмари        | Rosemary’s Baby            | рабочий                   |
| 1968      | с  | Менникс                | Mannix                     | сержант                   |
| 1969      | ф  | Мечта королей          | A Dream of Kings           | Аполлон                   |
| 1970      | ф  | Герои Келли            | Kelly’s Heroes             | Маллиган                  |
| 1970      | ф  | Город насилия          | Città violenta             | Шапиро                    |
| 1971      | с  | Все в семье            | All in the Family          | Джо Фрог                  |
| 1973      | тф | —                      | The Marcus-Nelson Murders  | Джек Димс                 |
| 1973      | ф  | Команда                | The Outfit                 | сотрудник                 |
| 1973      | тф | —                      | Fade In                    | Норман                    |
| 1973—1978 | с  | Коджак                 | Kojak                      | детектив Ставрос          |
| 1975      | с  | Колчак: Ночной охотник | Kolchak: The Night Stalker | Каз                       |
| 1976      | с  | Ктоэтосделал?          | Whodunnit?                 | эксперт                   |
| 1976      | ф  | —                      | Kravges ston anemo         | н/д                       |
| 1979      | с  | Элис                   | Alice                      | в роли самого себя        |
| 1982      | ф  | —                      | Fake-Out                   | распорядитель             |
| 1985      | тф | Досье «Беларусь»       | Kojak: The Belarus File    | детектив Ставрос          |
| 1985      | тф | Алиса в Стране чудес   | Alice in Wonderland        | придворный                |